# Clifford Holmead Phillips
Holmead, geboren als Clifford Holmead Phillips (* 2. Oktober 1889 in Shippensburg, Pennsylvania, USA; † 22. Februar 1975 in Brüssel, Belgien) war ein US-amerikanischer Maler. Der stilistisch vielseitige Autodidakt malte hauptsächlich Landschaften und Porträts.

## Leben

### Jugend und Ausbildung
Der einzige Sohn des Möbelfabrikanten John Clifford Phillips und dessen Ehefrau Anna Margaret geb. Kelso zog schon als Kind die Natur, die seine Fantasie anregte, der Gesellschaft anderer Kinder vor. Schon früh zeigte er einen Widerwillen gegen die zahlreichen technischen Entwicklungen seiner Zeit und absolvierte zunächst zwischen 1908 und 1912 eine handwerkliche Ausbildung in der Möbelfabrik seines Vaters. Dieser schenkte ihm zu seinem 21. Geburtstag ein Auto, das er aufgrund seiner Abneigung gegenüber Automobilen, der mit ihnen verbundenen Zerstörung der Natur und ihrer Gefahr für andere, verkaufte und gegen eine Schiffspassage tauschte. Im April 1912 reiste er auf der Olympic nach Europa. Während seiner Überfahrt sank die Titanic, das Schwesterschiff, auf ihrer Jungfernfahrt nach New York. Obwohl ein einschneidendes Ereignis in seinem Leben, betrachtete er dieses Unglück jedoch anscheinend nicht als beängstigendes Ergebnis des rasanten technischen Fortschritts, denn es sollten noch weitere ca. 24 Atlantiküberquerungen im Laufe seines Lebens folgen.
Bei seiner ersten Europareise verbrachte er mehrere Monate in Frankreich, vor allem in Paris, in Italien, Deutschland und England. Er besuchte dort die Museen und beschäftigte sich intensiv mit der europäischen Kunst und besonders mit den Alten Meistern. Bei seiner Heimreise stand sein Entschluss, selbst Maler zu werden, fest. Während sein Vater darüber entsetzt war, unterstützte ihn die Mutter nach ihren Möglichkeiten. Clifford Holmead Phillips wollte sich selbst zum Maler ausbilden, die Schulen und Akademien empfand er als zu einschränkend. In seiner autodidaktischen Fortbildung aber folgte er zunächst genau deren Vorgaben. Zwischen 1913 und 1924 reiste er zu zahlreichen amerikanischen Museen – auch Naturkundemuseen –, besuchte Galerien und Ausstellungen, studierte, skizzierte und zeichnete, was ihn besonders beeindruckte und brachte später seine eigenen Vorstellungen auf die Leinwand.
Etwa ab 1920 schloss er sich verschiedenen Künstlerkolonien in Neu England an. Erste Stationen waren Mystic und Old Lyme in Connecticut sowie Gloucester. 1922 folgte ein längerer Aufenthalt in Provincetown (Cape Cod), wo 1923 erstmals einige seiner Bilder im Rahmen einer Ausstellung der Art Association gezeigt wurden. Es waren zarte, luftige Idyllen, traditionelle Landschaften in einem spröden, silbrigen Licht, einsame Farmhäuser und Bäume. Aber er empfand die dort praktizierte Malerei zunehmend als zu schön und suchte nach neuen Anregungen.
1924 reiste er wieder nach Europa, wo er nun einen jahrelangen Aufenthalt geplant hatte und bis 1931 vorwiegend in Brügge (Belgien) lebte. Von dort aus unternahm er zahlreiche Reisen in andere Länder, und besonders oft besuchte er Paris. Die Wintermonate verbrachte er vorwiegend in New York. In Paris sorgte der Anblick eines Werkes des französischen Expressionisten und Fauvisten Maurice de Vlaminck für eine grundsätzliche Änderung seiner Kunstauffassung. Vlamincks dynamische Linienführung und die starken Farben beeindruckten Clifford Holmead Phillips so sehr, dass er sich mehr und mehr der expressiven Richtung anschloss, seinen Stil später selbst aber als „Crude Expressionism“ bezeichnete, eine raue, schnörkellose Version. Er malte vorwiegend Landschaften und Stadtansichten. 1925 lernte er seinen späteren Freund und Förderer François Monod kennen, damals Assistenzkurator am Pariser Musée du Luxembourg. 1926 wurden Clifford Holmead Phillips Bilder im Rahmen der „121st Annual Exhibition of Paintings and Sculpture“ der Pennsylvania Academy of the Fine Arts, Philadelphia, gezeigt.

### Künstlerischer Durchbruch
1927 fand die erste europäische Einzelausstellung in der berühmten Pariser Galerie Bernheim-Jeune statt. François Monod hielt den Einführungsvortrag, und nicht nur der französische Innenminister Albert Sarraut, der amerikanische Generalkonsul in Paris, Alphonse Gaulin, und Charles Masson, Direktor des Musée du Luxembourg mit seinem Stellvertreter Monod waren gekommen, sondern auch „tout Paris“ war anwesend, um die Arbeiten des schon im Vorfeld lebhaft diskutierten Amerikaners zu sehen. Die Bilder zeigten den anwesenden Europäern sein Land so, wie der Künstler es sah. Sie waren vorwiegend im Stil des Amerikanischen Realismus und der Neuen Sachlichkeit gemalt: Eine New Yorker Vorstadt, Schlepper mit ihren schwarzen Rauchfahnen auf dem Harlem River, eine rote Straßenbahn, alte Häuser aus bemaltem Holz mit Balkonen, Straßen mit düsteren Backsteinhäusern und den immer gleichen Gesimsen und Fenstern, aber auch ärmliche Kartoffeläcker auf Cape Cod, eine einsame, tief eingeschneite Farm oder ein ödes, herbstliches Feld. Diese Ausstellung war der Durchbruch für Clifford Holmead Phillips, und noch im selben Jahr zeigte die New Yorker Montross Gallery erstmals seine Werke. 1928 folgte dort eine zweite Ausstellung sowie Ausstellungen im Brooklyn Museum, New York, und im Detroit Institute of Arts. Sie alle waren so erfolgreich, dass Bernheim-Jeune 1929 eine weitere Ausstellung in Paris durchführte, und die ebenso berühmte Galerie Durand-Ruel 1930 sowie 1931 Holmeads Arbeiten in ihren Pariser und New Yorker Räumen präsentierte.

### Leben und Mittleres Werk
1933 lebte Clifford Holmead Phillips in München, wo die Galerie Heinemann seine Bilder ausstellte. Der Verkaufserlös ging vollständig an junge Münchner Künstler der Moderne. Er hatte bereits begonnen, selbst eine Sammlung aufzubauen und hoffnungsvolle Maler aus Deutschland, Österreich und der Schweiz zu fördern. In München lernte er seine spätere Frau, die Bremer Fotografin Elisabeth Fritze, kennen und machte in Berlin u. a. die Bekanntschaft von George Grosz, den er erst in den USA wiedersah. 1934 stellte die Montross Gallery Holmeads Kunstsammlung unter dem Titel „Austro-German Modern“ aus. Diese Galerie, die den Maler einige Jahre lang in Amerika vertrat, zeigte 1934 und 1935 seine jeweils neuesten Werke in Einzelausstellungen.
1936 befreundete Clifford Holmead Phillips sich in New York mit Katherine S. Dreier, einer amerikanischen Malerin, Kunstmäzenin und Kunstsammlerin. Am 29. April 1920 hatte sie zusammen mit Marcel Duchamp und Man Ray in ihrer New Yorker Wohnung die „Société Anonyme Inc.“ zur Förderung moderner Kunst in den USA gegründet mit dem Ziel, später in ihrem Landhaus in Redding (Connecticut) ein Museum der modernen Kunst zu eröffnen. 1936 hatte Dreier ein erstes Werk von Phillips Die klugen und die törichten Jungfrauen, in die Sammlung aufgenommen, die sie 1941 als Folge der Gründung des New Yorker Museum of Modern Art der Yale University Art Gallery übergab.
1936 und 1937 reiste Clifford Holmead Phillips erneut nach Europa und ließ sich zunächst in Stockholm, dann in Amsterdam und Den Haag nieder, ehe er 1938 nach Brüssel übersiedelte. Das Palais des Beaux Arts präsentierte seine Werke fast zeitgleich mit einer Einzelausstellung von Constant Permeke ein Jahr später. Danach zog er nach Oslo, wo eine Ausstellung von 36 seiner Bilder unter dem Titel „Malereien zum Menschlichen Drama“ im großen Künstlerhaus der Stadt, dem Kunstforeningen, stattfinden sollte. Aber als am Eröffnungstag, dem 9. April 1940, deutsche Truppen in Norwegen einmarschierten, wurde sie sofort geschlossen und er verließ Europa auf Umwegen. Sein Hab und Gut, das er in Oslo eingelagert hatte, kam erst 6 Jahre später in seinem Haus in Riverdale (New York) an. Holmead, wie er sich nun verkürzt nannte, konnte mit seiner Familie über Frankreich, Italien und Spanien am 18. Juli 1941 von Lissabon aus zurück nach New York reisen.
Nach dem Bruch mit Europa und dem Eintritt der USA in den Krieg befand sich Holmead in einer Schaffenskrise und durchlief eine Zeit der Selbstfindung. Er war noch unruhiger also sonst, zog bald nach St. Louis (Missouri), dann weiter nach Milwaukee, Rockport, Cape Anne (Massachusetts) und kam während dieser Jahre kaum noch zum Malen. Nachdem er zwei Ausstellungen bei Museen in Massachusetts abgelehnt hatte, zog er im Sommer 1945 nach Old Lyme (Connecticut), wo er schon als junger Künstler nach dem Ersten Weltkrieg in der Künstlerkolonie gelebt hatte. Endlich wollte er wieder den Anschluss an das Kunstleben in New York finden und kaufte das Haus in Riverdale (New York). Schon in der vertrauten Umgebung von Neu England hatte er wieder begonnen zu malen, aber nun spielte die ihn umgebende Landschaft keine Rolle mehr. Er malte manchmal in einer neuen, schon auf das Spätwerk hinweisenden Spachteltechnik nicht mehr nach der Natur, sondern schöpfte bei seinen wenigen Landschaften und Häusern aus düsteren Erinnerungen. Vor allem aber fesselten ihn nun Themen, die sich mit den Tragödien der Menschheit auseinandersetzten: Motive aus der Bibel, der klassischen Mythologie und der Dichtung, das Grauen des technischen Fortschritts im Krieg und das der Atombombe, aber auch humorvolle, spöttische, manchmal bittere Satire.
1948, er lebte inzwischen in Rye (New York), nahm Katherine S. Dreier ein weiteres seiner Gemälde, Der Hl. St. Georg und der Drache in die Sammlung der „Société Anonyme“ auf. 1949 präsentierte er in der New Yorker Babcock Gallery erstmals nach dem Krieg der Öffentlichkeit sein Schaffen während der letzten Jahre. Der Titel wurde von der Ausstellung in Oslo übernommen, die das Publikum nicht mehr hatte sehen dürfen: „The Human Drama“. Es gab wieder Ausstellungen u. a. in den New Yorker Galerien Wellons und Charles Barzansky. Holmead begann, sich mehr als früher der Darstellung imaginärer Porträts zu widmen und malte zwischen 1950 und 1953 Musiker, Dichterinnen, Schauspieler und Familienporträts. Mit breitem Spachtel und hellerer Farbigkeit griff er auch wieder ländliche Themen auf. 1955 zog die Familie – er hatte inzwischen zwei Töchter – nach Pelham und damit noch näher an New York heran, aber Holmead plante bereits eine Reise durch das Nachkriegseuropa und vor allem nach Paris. Er hoffte, dort an seine früheren Verbindungen anknüpfen zu können. Aber seine Freunde waren fast alle gestorben oder umgekommen, viele Galerien existierten nicht mehr, und er reiste weiter nach Brüssel, Holland, Deutschland und England. Trotz der tiefgreifenden, erschütternden Veränderungen der Verhältnisse, der Zerstörung vieler Städte und einer ungewissen Zukunft kehrte er mit dem Entschluss nach Amerika zurück, seinen Wohnsitz nach Brüssel zu verlegen. Im März 1956 bekam er die provisorische Aufenthaltsgenehmigung für Belgien und reiste wenig später mit Familie, sämtlichen Besitztümern und seinen Bildern auf der Queen Mary nach Cherbourg. Holmead war 67 Jahre alt, als er wieder alle Brücken hinter sich abbrach und noch einmal ein neues Leben wagte. Er kehrte nicht wieder nach Amerika zurück.

### Das Spätwerk
Holmead malte nun viel mehr als in den letzten Jahren, und er nahm zunächst in einer mit kleineren Spachteln geformten, plastisch differenzierten Körperlichkeit seines künstlerischen Ausdrucks einige der Themen noch einmal auf, die ihn in den letzten Jahren beschäftigt hatten: Variationen seiner biblischen Motive und der klassischen Legenden. Immer mehr rückten sie jedoch in den Hintergrund und wurden durch Bilder aus dem eigenen täglichen Erleben verdrängt. Porträts der Töchter, seiner Frau oder der Familienkatzen, aber auch Stillleben und Landschaften entstanden. In seinen neuen Arbeiten ersetzte er die menschliche Tragödie durch die elementare und zeitlose Dramatik der Natur mit ihren Himmeln, Wolken, Bäumen, Wasser, Wegen und Bergen. Dabei strebte Holmead danach, ihre Transzendenz durch jeweils andere Beleuchtungen, unterschiedliche Farbklänge in immer neuen Versuchen künstlerisch darzustellen. Mit dem Spachtel wagte er kühne und impulsive Vereinfachungen einiger weniger gegenständlicher Elemente aus der Natur. Es entstanden miteinander verbundene Farbflecke, und dabei ging er bis an die Grenze der für seine Kunst möglichen Abstraktion.
1962 traf Holmead ein Schlaganfall, nach dem er wieder lernen musste, sich normal zu bewegen. Drei Jahre später war er schon wieder so produktiv wie zuvor und malte mit noch größerer Intensität als früher, gelegentlich aus der Vogelperspektive, dramatisch angelegte Landschaften, Stadtlandschaften, ganze Panoramen oder einzelne Häuser, Kirchen, Kathedralen, Brücken und Häfen. Die Beziehung zu diesen früheren Motivgruppen aber hatte sich verändert. Er kam zu vorher kaum vorstellbaren Abstraktionen, die er mit schnellem, breitem Spachtel auf die Leinwand brachte. Nur ein kleiner Schritt trennte ihn noch von der eigenen Sicherheit, den Durchbruch zu jener malerischen Verwirklichung gefunden zu haben, die er sein Leben lang angestrebt hatte. Diesen Schritt wagte er 1969 und erfand das „Shorthand Painting“, eine stenografische Malerei, die spontan und in nur wenigen Minuten schnell ausgeführt wurde, um in den Bildern, die er nun malte, das Wesentliche transparent werden zu lassen. Dabei stellte er fest, dass kein Motiv so hohe Ansprüche an die künstlerische Realisierung stellte wie das menschliche Gesicht. Er konnte auf seine lebenslangen Erfahrungen zurückgreifen, die er im genauen Beobachten der Menschheit und dem Umgang mit den malerischen Mitteln gewonnen hatte. Auf seinen zahllosen Spaziergängen und Fahrten mit der Straßenbahn durch die Städte fielen ihm Menschen auf, die etwas an sich hatten, das ihn spontan interessierte. Er skizzierte sie schnell mit Bleistift, suchte zuhause die besten heraus und vernichtete die übrigen, ehe er in seinem Atelier aus flüchtigen Skizzen Ölbilder machte. Seine meist imaginären „Köpfe“ wurden zu anschaulichen, manchmal erschreckenden Enthüllungen der menschlichen Natur, denn Holmead hasste nichts mehr, als zu beschönigen. Es entstanden Offenbarungen des zutiefst Menschlichen mit ausschließlich malerischen Mitteln, die Summe eines aufmerksamen, mehr als 50-jährigen Malerlebens in äußerst turbulenten Zeiten.
1975 starb Holmead im Alter von 85 Jahren in Brüssel. Er wurde auf dem Riensberger Friedhof in Bremen begraben.

## Würdigungen – Stimmen von Presse und Zeitgenossen
New York Times, 1927:
 „Holmead Phillips erweist sich in der Ausstellung seiner Gemälde, Aquarelle und Holzschnitte in der Montross Gallery als ein außerordentlich gewissenhafter Künstler mit einer ausgesprochen feinen Wahrnehmung des Zusammenspiels von Licht, Farbe und Bewegung. Sein Werk, obgleich konventionell in der Machart, ist nicht konventionell in der Qualität. Er besitzt einen hervorragenden Sinn für Zeichnung und eine starke Begabung für den bildnerischen Aufbau. Diese Stärken werden besonders in seinem Gemälde Bronx deutlich und im Schwung und in der Bewegung seiner Straßen, die – wie bei Vlaminck und Utrillo – unbarmherzig die französischen Städte durchschneiden. Phillips ist einer unserer guten Maler.“
Monitor, 1931:
 „Mr. Phillips hat eine persönliche Gestaltung in Farbe und Zeichnung entwickelt, die seine schöpferische Vorstellung so klar erscheinen lässt, das er nicht hinlänglich charakterisiert werden kann durch den Bezug auf diesen oder jenen zeitgenössischen Künstler. Eher fühlt man bei einem Bilde wie In der Straßenbahn eine Verwandtschaft mit dem ersten der Moderne, Daumier, in seinem Gefühl für Figuren als Formen im Raum, gesehen als ein Ganzes, nicht in Teilen. Mr. Phillips sieht malerisch, selbst bei diesem undankbaren Motiv, denn die Leute in einer Straßenbahn sind nicht gerade eine inspirierende Gesellschaft. Fein abgestimmt mit dem allgemeinen Sepiaton, erscheint das Blau des Himmels unter der Muschel des Wagendaches. Die Radfahrerinnen sind ein weiteres Beispiel für die Fähigkeit des Künstlers, eine Komposition als Ganzes aufzufassen, wobei die Teile so genau aufeinander bezogen sind und dem Ganzen so wirkungsvoll dienen, dass der Betrachter an der Einheit der malerischen Vision teilhat. In diesem Bilde gewahrt man die Wiederholung von Rhythmen, die mit Abwandlungen die gesamte Komposition durchziehen. Diese Rhythmen sind wesentlich für den Bildorganismus und gehen bis in die Reihung der Bäume und die Anordnung der Wolken hinein.“
Annot Jacobi, Malerin, 1949:

„Ein temperamentvoller Maler üppiger Materie – Holmead – ist im Tiefsten beunruhigt von der Krankheit unserer Zeit; seine Arbeiten sind – nach vielen Jahren wieder – bei Babcock zu sehen. Er ist ein Einzelgänger, und es ist sehr schwer, in Worten eine Vorstellung von diesem malerischen Menetekel zu geben. Es ist ein unerbittlicher Erforscher unserer an Gefall- und Gewinnsucht einzelner, an der Gedankenlosigkeit und skrupellosen Zerstörungssucht vieler leidenden Zivilisation, der da seine bitteren Erkenntnisse warnend herausschreit. In diesem Werk mischt sich auf das Merkwürdigste soziale Verantwortung mit philosophisch-religiöser Erhöhung und zynisch-sezierender Grausamkeit. Kompromisslos wird die mahnende Frage auf das Beunruhigendste gestellt: Was tun?“
Lovis Weynants, „Les sept arts“, B.R.T.Radio-Emissions de langue néederlandaise, 1971:

„In der Galerie Pierre Vanderborght in Brüssel haben wir die interessanteste Ausstellung der Woche gesehen. Holmead nimmt sich ein einziges Thema vor und versucht es in den Grenzen auszuloten, die er sich gesetzt hat. Dieses Thema ist das menschliche Gesicht, das er auf eine ganz elementare Weise gestaltet – mit Hilfe des Spachtels (was einen bestimmten Einfluss hat) und in einem Kolorit, in dem das Grau nie fehlt. Eigentümlich, vor einem Bild von Holmead fühlt man sich in die Enge getrieben und an die Kehle gefasst: Die Angst befällt einen. Die von Holmead geschaffenen Menschen erstarren sozusagen in dieser Haltung voll Angst; er erlaubt ihnen nicht, in einen Traum von Licht und Farben zu entweichen, und er versagt auch sich selbst diesen Traum. Er entfernt sich nicht von dieser grauen Tonschönheit, und das Licht beginnt zu vibrieren und entsetzt buchstäblich seine niedergeschlagenen Personen.“
Stephane Rey, Kunstkritiker der Brüsseler „Times“, 1972:

„Die Kunst Holmeads ist überhaupt nicht einzuordnen. Man entdeckt in ihr ein eigentümliches Bedürfnis, die menschliche Gestalt niederzuschlagen, sie zu erniedrigen, sie auf ihren tragischsten und bemitleidenswertesten Zustand zurückzuführen. Ist es ein unbewusstes Verlangen, der Menschheit beizustehen, eine Zahl von Enttäuschungen zu verkraften, deren Erinnerung in den Jahren nicht vernarbt ist? Oder ist es ein Machtwille, sich mit dem Schöpfer zu identifizieren, die göttliche Lust, den Knet des Ursprungs neu durchzukneten? Diese Nasen, die da verschwunden sind, wurden sie weggebessert, oder sollen sie erst wachsen?
Holmead, der heimliche Künstler, hat keine großen Anstrengungen unternommen, um sich seinen Platz an der Sonne zu erkämpfen. Er hat in bescheidener Zurückgezogenheit gelebt, unter den Erinnerungsstücken seines vergangenen Lebens … Aber ein seltsames Volk von Männern und Frauen hat sich – voll Unruhe – aus der Phantasie hier hereingeschlichen. Ein Holmead’sches Universum ist geschaffen, das sich in Landschaften fortsetzt und die Grenzen des Expressionismus durchstößt; in dem man auf eine raue Natur trifft, eine jähe, tragische, mit Anzeichens des Weltuntergangs.“
Emile Kestemann, 1974:

„Es verwundert nicht, dass die Werke der letzten Jahre eine lebhafte Auseinandersetzung mit der Gesellschaft bringen und mit den Einzelpersonen, die sie bilden. Aber die Gestalten Holmeads versteinern nie völlig. Entweder glänzt in ihrem Blick noch etwas sehr Lebendiges, oder sie rufen in uns eine heftige Bewegung hervor, die uns im Innersten packt und die uns an die Ufer der menschlichen Freiheit und einer transzendenten Hoffnung entführt. Er wird von einem ungewöhnlichen Schicksalsglauben an die Schöpferkraft beseelt. Wenn man sein Gesamtwerk überblickt, ist man von dessen Reichtum und Vielfalt, seiner Kraft und seinem menschlichen Gehalt beeindruckt. Es ist im Grunde mit den pessimistischen Philosophieströmungen verbunden, die in diesem Jahrhundert gelegentlich den Untergang der Zivilisation verkündet haben“.
Paul Mersmann, Brüssel 1982:

„Wahrhaftig, ohne die Berücksichtigung der hier auf die Leinwände niedergelegten Spuren des Pinsels oder des Spachtels kann man Holmead nicht gerecht werden. Die Bilder existieren durch diese gewaltigen Spuren, in ihnen hält sich die Leidenschaft auf, die das Metier nicht verrät und verlässt. Alles, was Holmead wusste und wollte ist gebannt worden in dieser Schicht aus zerfurchter Farbe. Hier hält sich getreu den tieferen Gesetzen der Malerei die Verwandlung der Materie auf. Hier ist ihr angestammter und legitimer Platz.“
Rainer Zimmermann, Die Kunst, November 1984:

„Holmeads künstlerisches Vermächtnis verdient Aufmerksamkeit aus mehreren Gründen. Es zählt zu den zeitlos gültigen Zeugnissen großer Malerei. Es hat durch eine schöpferische Verwandlung des Expressionismus die Provinz jener Kunst erweitert, die dem skeptischen und realistischen Geist der Epoche entspricht. Und schließlich verklammert sein Lebenswerk auf eine ganz persönliche Weise wesentliche Tendenzen der amerikanischen und europäische Malerei in der Mitte des Jahrhunderts.“
Alfred Wais, Maler, 1986:

„Was mich an diesen Köpfen fasziniert, ist die Tatsache, dass jeder eine Art Biografie in sich trägt, die in Worte nicht zu fassen wäre.“
Daniel J. Schreiber, Direktor Museum der Phantasie (Buchheim Museum), Bernried, 2016:

„Unversehens und weitgehend unbemerkt hat sich Holmead nun doch zu einer Art Trendsetter entwickelt. Gerade in seinem Alterswerk malt er so spontan und virtuos wie Jackson Pollock, und doch erzeugt er dabei treffende Porträts von großer Ausdruckskraft. Ihm wäre die Wertschätzung, die ihm hier entgegen gebracht wird, freilich suspekt gewesen. Er war ein Moralist, er war ein Zyniker, aber er hatte auch Erbarmen mit der Kreatur. Diese Wärme für alle Menschen, ganz gleich, wo sie auf der sozialen Werteskala stehen, ist es schließlich, die Holmeads Köpfe über alle Zeiten hinweg trägt.“

## Museumsbestände der Werke

### USA
- Metropolitan Museum of Art – New York
- Museum of Fine Arts – Boston, Massachusetts
- Yale University Art Gallery – New Haven, Connecticut; Sammlung „Société Anonyme“
- Cumberland County Historical Society – Carlisle, Pennsylvania
- Shippensburg University, Historical Society – Shippensburg, Pennsylvania

### Europa
- Musée National d’Art Moderne/Centre Pompidou – Paris
- Musées Royaux des Beaux Arts de Belgique – Brüssel
- Kunsthalle Bremen
- Kunsthalle Schweinfurt, Sammlung Joseph Hierling
- Museen Böttcherstraße, Bremen
- Museum für Kunst und Kulturgeschichte der Universität Marburg
- Buchheim Museum/Buchheim Stiftung – Bernried am Starnberger See

## Ausstellungen (Auswahl)

### Ausstellungen nach Holmeads Tod
- 2025 – Frankfurter Kunstkabinett Hanna Bekker vom Rath, Frankfurt/Main, 31. Januar – 8. März 2025
- 2023 – Kunsthalle Bremen, „Holmead. Schenkung Alfred Moeke“, 5. August – 10. Dezember 2023
- 2019/20 – Buchheim Museum, Bernried am Starnberger See, „Welcome Holmead“, 18. Mai 2019 – 14. Juni 2020
- 2019 – Galerie Torres Nieto, Türkenstraße 96, München, „Holmead Heads“, 5. – 27. April 2019
- 2017 – Buchheim Museum, Bernried am Starnberger See, „HOLMEAD: Krude Köpfe“, 16. Juli – 3. Oktober 2017
- 2017 – Von der Heydt-Museum/Kunsthalle Barmen, 19. Februar – 7. Mai 2017
- 2016 – Kunsthalle Schweinfurt, „HOLMEAD – Ein Maler zwischen den Welten“, Juli – September 2016
- 2016 – Galerie Petra Lange, Berlin
- 2016 – Galerie Bassenge, Berlin
- 2014 – Frankfurter Kunstkabinett Hanna Bekker vom Rath, Frankfurt/Main
- 2013 – Schloss Ahrensburg, „Biblische Bilder“; anlässlich des 34. Dt. Evangelischen Kirchentags
- 2009 – Overbeck-Museum, „Suchbilder des Glaubens“; anlässlich des 32. Dt. Evangelischen Kirchentags
- 2009 – Haus der Wissenschaft, Bremen; zum 120. Geburtstag Holmeads
- 2009 – Ketterer Kunst, Berlin
- 2008 – Stiftung Overbeck (Museum), Bremen
- 2007 – Haus der Wissenschaft, Bremen
- 2007 – Gründung der „Kulturstiftung der Universität Bremen – Holmead Foundation“
- 2006 – Galerie d’Alquen, Schnoor, Bremen
- 2006 – Galerie Hellhof, Ars Vivendi, Kronberg im Taunus
- 2005 – Galerie Garanin, Essen
- 2004 – Marterburg 53, Hochschule für Künste Bremen
- 2004 – Susquehanna Art Museum, Harrisburg, Pennsylvania, USA
- 2003 – Kunst im Raum Seidemann, Bremen
- 2003 – Shippensburg University, PA, USA, Geburtsort des Künstlers
- 2002 – Galerie Petra Lange, Berlin
- 2002 – Museum Streitkirche, Ars Vivendi, Kronberg im Taunus
- 2001 – Dom zu Berlin, „Biblische Themen in der Kunst“
- 2001 – Frankfurter Kunstkabinett Hanna Bekker vom Rath, Frankfurt
- 2001 – Galerie Petra Lange – im Haus des Vereins Berliner Künstler, Berlin
- 2001 – Villa Ichon, Bremen
- 1999 – Galerie Ars Vivendi, Kronberg im Taunus
- 1998 – Kunstsammlungen Böttcherstraße, Paula Modersohn-Becker-Haus, Bremen
- 1992 – Städtische Galerie, Haus Coburg, Delmenhorst
- 1992 – Galerie Joseph Hierling, München
- 1991 – Klostermühle Hude, Eitorf
- 1990 – Universitätsmuseum Marburg
- 1990 – Kunstforening Oslo
- 1990 – Kunstamt Wedding, Berlin
- 1988 – Galerie Hilger, Wien
- 1986 – Galerie Schilling, Schondorf
- 1986 – Galerie Döbele, Ravensburg
- 1983 – Galerie Schildergasse, Köln
- 1982 – Galerie Rolf Ohse, Bremen (sowie in den Jahren 1984 und 1987)
- 1982 – Galerie Ebel, Frankfurt am Main
- 1978 – Kunsthalle Bremen
- 1976 – Horizons Modern Art Gallery, Brüssel (danach auch in den Jahren 1978, 1980, 1981, 1982, 1984, 1987 und 2002)

### Ausstellungen zu Holmeads Lebzeiten
- 1974 – Galerie Albert 1er, Brüssel
- 1973 – Galerie Montjoie, Brüssel
- 1972 – Galerie du Bateau Ivre, Brüssel
- 1972 – Galerie Montjoie, Brüssel
- 1972 – Galerie Entremonde, Paris (danach auch in den Jahren 1974, 1975 und 1977)
- 1971 – Galerie Pierre Vanderborght, Brüssel
- 1969 – Reflets, Galerie d‘Art, Brüssel
- 1957 – Galerie Breughel, Brüssel (danach auch in den Jahren 1958 und 1960)
- 1955 – Charles Barzansky Galleries, New York
- 1954 – Wellons Gallery, New York
- 1949 – Babcock Galleries, New York
- 1944 – Art Association, Rockport/Mass
- 1940 – Kunstforeningen in Oslo (nach dem Einmarsch der deutschen Truppen am 9. April geschlossen)
- 1940 – Société Anonyme, Hartford, Connecticut, USA
- 1939 – Palais des Beaux Arts, Brüssel
- 1939 – Société Anonyme, Springfield, Massachusetts, USA
- 1937 – Kunsthandel G.J. Nieuwenhuizen Seegar, Den Haag
- 1936 – Montross Gallery, New York
- 1934 – Montross Gallery, New York, zwei Ausstellungen
- 1933 – Galerie Heinemann, München
- 1933 – Montross Gallery, New York
- 1932 – Galleries of an American Group Barbizon Plaza, New York
- 1931 – Durand-Ruel Gallery, New York
- 1931 – Galleries of an American Group Barbizon Plaza, New York
- 1930 – Durand-Ruel Gallery, New York
- 1929 – Bernheim-Jeune, Paris
- 1928 – Montross Gallery, New York
- 1928 – Pennsylvania Academy of Fine Arts, Philadelphia
- 1928 – Detroit Institute of Arts, Detroit
- 1928 – Brooklyn Museum, New York
- 1928 – The Art Institute of Chicago, Chicago
- 1927 – Montross Gallery, New York
- 1927 – Bernheim-Jeune, Paris
- 1926 – Montross Gallery, New York
- 1926 – Pennsylvania Academy of Fine Arts, Philadelphia
- 1923 – Provincetown Art Association, Massachusetts, USA